# Tschechische EU-Ratspräsidentschaft 2009

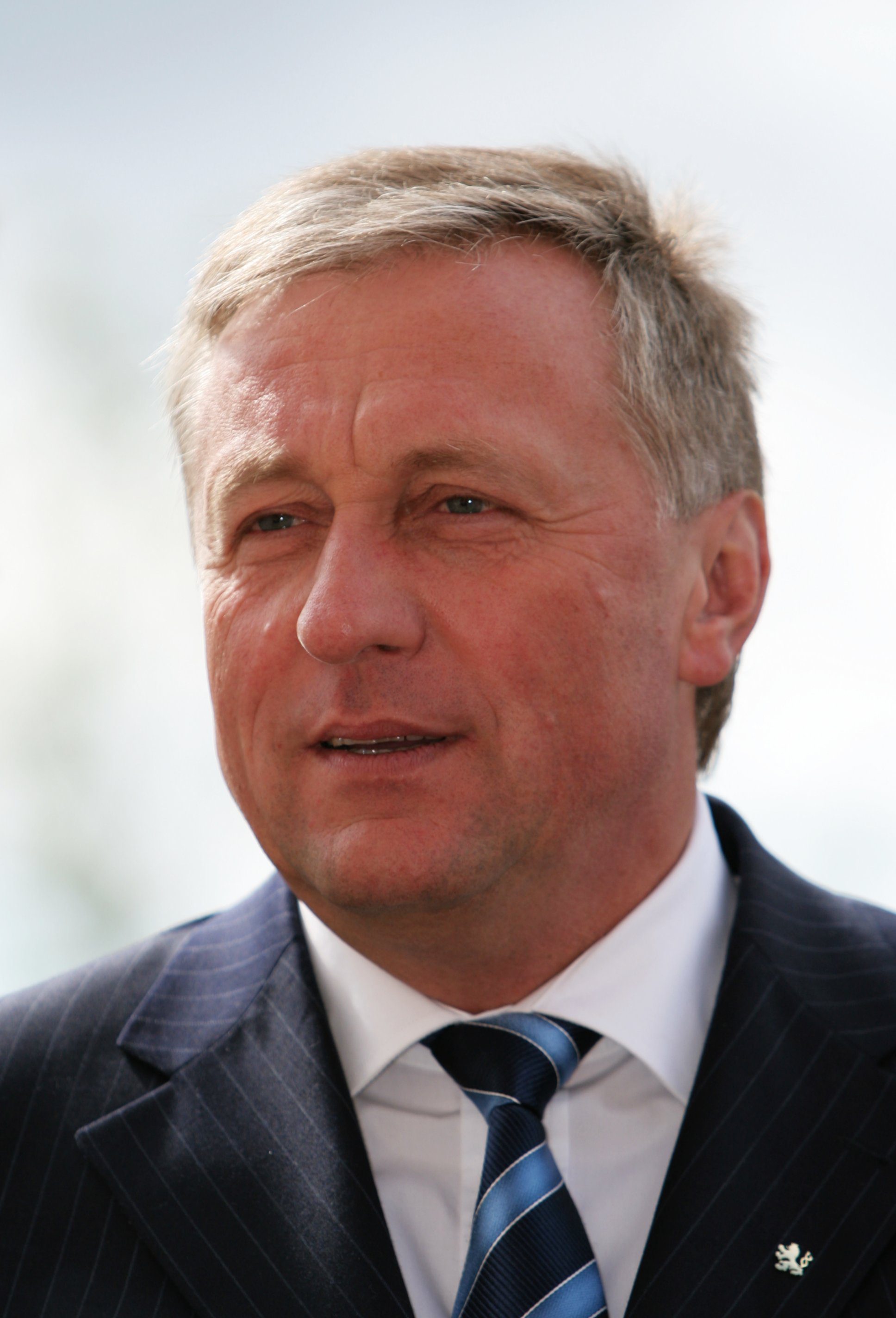
Mirek Topolánek
EU-Ratspräsident und Tschechischer Ministerpräsident bis 8. Mai 2009

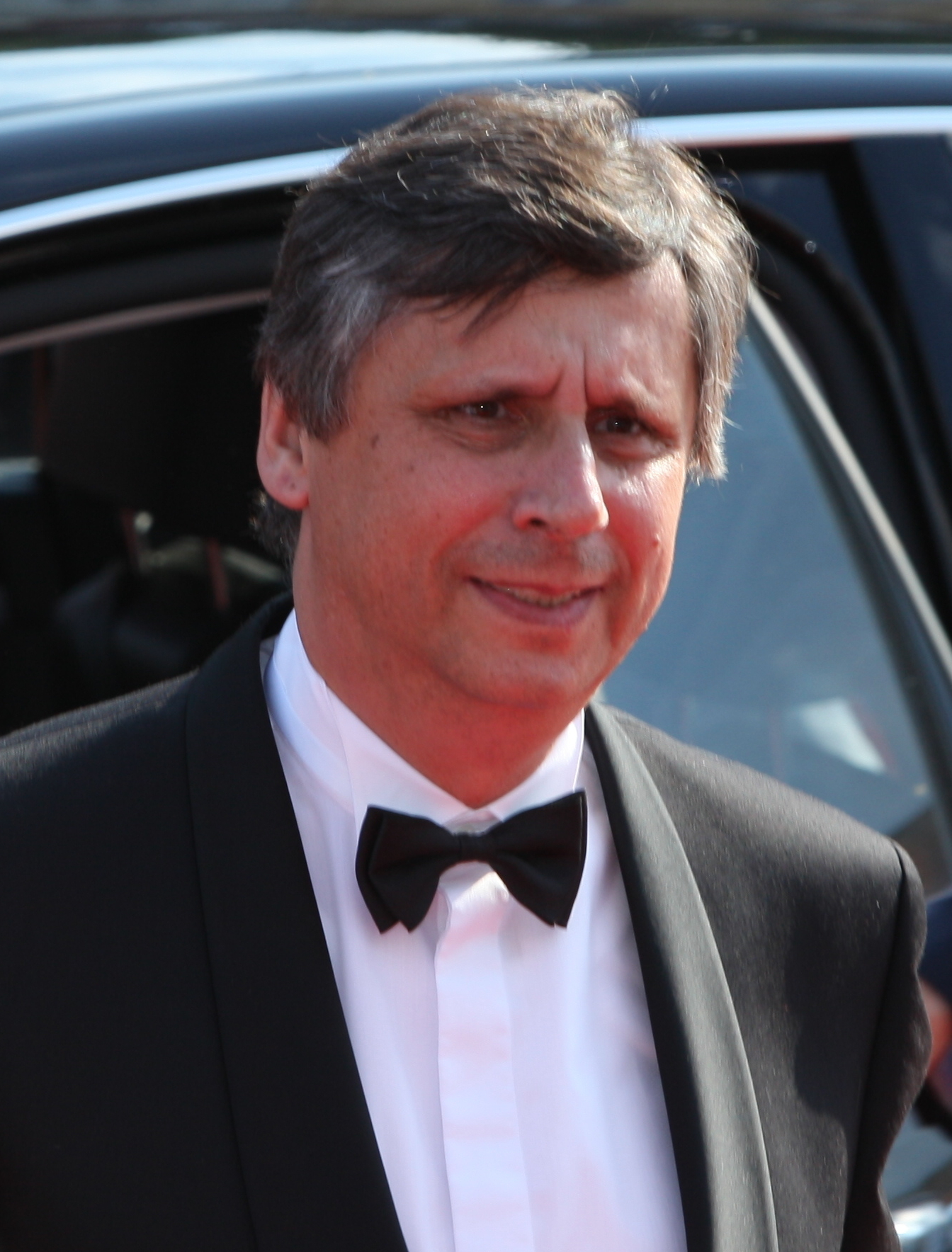
Jan Fischer,
EU-Ratspräsident und Tschechischer Ministerpräsident ab 9. Mai 2009

Die tschechische EU-Ratspräsidentschaft in der ersten Jahreshälfte 2009 bezeichnet den Ratsvorsitz Tschechiens im Rat der Europäischen Union und im Europäischen Rat. Turnusgemäß wurde der tschechische Premierminister Mirek Topolánek am 1. Januar 2009 Vorsitzender des Europäischen Rates. Die übrigen Mitglieder der Regierung Topolánek II übernahmen die Leitung der verschiedenen Formationen des Rats der Europäischen Union; dem Rat für Allgemeine Angelegenheiten und Außenbeziehungen saß Außenminister Karel Schwarzenberg vor. Nachdem Topolánek im März 2009 gestürzt wurde, übernahm der parteilose Jan Fischer ab 9. Mai offiziell die Regierungsgeschäfte, sodass der Ratsvorsitz nun von den Mitgliedern der Regierung Fischer übernommen wurde. Am 1. Juli 2009 ging die Ratspräsidentschaft an Schweden über.

## Themen
Zu Beginn der EU-Ratspräsidentschaft Tschechiens prägten zwei außenpolitische Themen die politische Agenda: zum einen die israelische Militäroffensive im Gazastreifen Operation Gegossenes Blei und zum anderen der russisch-ukrainische Gasstreit. Der Europäischen Union gelang es in beiden Fällen nur mit Mühe, eine gemeinsame Position zu finden und zur Konfliktbeilegung beizutragen.
Daneben befasste sich die EU-Ratspräsidentschaft weiterhin mit der seit 2007 andauernden Finanzkrise. Zu diesem Thema fand am 1. März 2009 ein außerordentlicher Gipfel des Europäischen Rates statt, auch der erste reguläre Gipfel vom 20. bis zum 22. März war vor allem von der Finanzkrise und von der Suche nach einer gemeinsamen Haltung vor dem G-20-Treffen Anfang April dominiert. Ein weiterer außerordentlicher Gipfel zur gemeinschaftlichen Bekämpfung der Arbeitslosigkeit, der für Mai 2009 geplant war, wurde auf französisches Bestreben hin abgesagt, nachdem es in Frankreich zu sozialen Unruhen gekommen war.
Außerdem schritt während der tschechischen Ratspräsidentschaft die Ratifizierung des Vertrags von Lissabon weiter voran, insbesondere in Tschechien selbst. Nach einem Urteil des Verfassungsgerichts, das die Konformität des Vertrags mit der tschechischen Verfassung feststellte, wurde hier das parlamentarische Ratifikationsverfahren abgeschlossen. Allerdings verweigerte der tschechische Präsident Václav Klaus seine Unterschrift auf der Ratifikationsurkunde, solange nicht auch Irland, das den Vertrag 2008 in einem Referendum abgelehnt hatte, sich in einem zweiten Referendum dafür ausspräche. Ein solches zweites Referendum war für Oktober 2009 geplant.
Ein weiterer außenpolitischer Schwerpunkt der tschechischen Ratspräsidentschaft war der Gründungsgipfel für die Östliche Partnerschaft am 7. Mai 2009. Dieses Projekt wurde von der tschechischen Regierung besonders vorangetrieben, um im Rahmen der Europäischen Nachbarschaftspolitik die östliche Dimension zu stärken. Zuvor war es während der französischen Ratspräsidentschaft 2008 zur Gründung der Union für das Mittelmeer gekommen, die vor allem auf die südliche Dimension abgezielt hatte.
Auch die Europawahl 2009 (4. bis 7. Juni) fielen in den Zeitraum der tschechischen Ratspräsidentschaft. Auf dem Europäischen Rat am 18. und 19. Juni diskutierten die Staats- und Regierungschefs der EU-Mitgliedstaaten über das Wahlergebnis und sprachen sich für eine zweite Amtszeit für José Manuel Barroso als Präsident der Europäischen Kommission aus, ohne ihn allerdings formell zu nominieren. Das Mandat der Kommission Barroso I läuft im November 2009 aus; allerdings wurde über eine mögliche Verlängerung ihres Mandats diskutiert, um die neue Kommission bereits nach den Regelungen des Vertrags von Lissabon ernennen zu können.

## Misstrauensvotum gegen die tschechische Regierung im März 2009
Eine Besonderheit der tschechischen Ratspräsidentschaft war die Tatsache, dass die konservativ-bürgerliche Regierung Topolánek im tschechischen Parlament über keine stabile Mehrheit verfügte, sondern von mehreren parteilosen Abgeordneten abhing. Bereits zuvor hatte sie mehrere von der sozialdemokratischen Opposition initiierte Misstrauensvoten nur knapp überstanden, sodass in der tschechischen Presse über einen möglichen Regierungswechsel noch während der Ratspräsidentschaft spekuliert wurde. Tatsächlich kam es am 24. März 2009 zu einer erneuten Abstimmung, bei der sich eine knappe Mehrheit der Abgeordneten für den Rücktritt der Regierung aussprach. Allerdings handelte es sich dabei um ein destruktives Misstrauensvotum; es war also nicht automatisch mit der Ernennung eines neuen Regierungschefs verbunden. Vielmehr erhielt der tschechische Staatspräsident, Václav Klaus, die Aufgabe, einen neuen Kandidaten mit der Regierungsbildung zu beauftragen. Am 5. April 2009 einigten sich die führenden tschechischen Parteien auf die Einsetzung einer technokratischen Übergangsregierung unter Führung des parteilosen Jan Fischer (bisher Leiter des Tschechischen Statistischen Amtes). Die Regierung Fischer übernahm am 8. Mai das Amt und soll das Land bis zu den Neuwahlen am 28. und 29. Mai 2010  regieren.